# رود ناکاتسو
رود ناکاتسو (به لاتین: Nakatsu River) یک رود در ژاپن است که در استان ایواته واقع شده‌است.